# تیپ ۳ کماندو
تیپ ۳ کماندو (انگلیسی: 3 Commando Brigade) تیپ تکاوری پیاده‌نظام سبک نیروی زمینی بریتانیا و تحت امر سپاه تفنگداران دریایی سلطنتی از نیروی دریایی پادشاهی بریتانیا است، که در سال ۱۹۴۲ تأسیس شد.
این تشکیلات از کماندوهای نیروی دریایی سلطنتی و پرسنل واجد شرایط کماندویی از نیروی دریایی سلطنتی، ارتش بریتانیا و نیروی هوایی سلطنتی تشکیل شده است.
این تیپ در اول سپتامبر ۱۹۴۳ در دورچستر با پرسنلی از تیپ ۱۰۲ در طول جنگ جهانی دوم، با ترکیبی از واحدهای کماندوی ارتش و کماندوی نیروی دریایی سلطنتی تشکیل شد و برای انجام عملیات علیه نیروهای مهاجم امپراتوری ژاپن، مانند لشکرکشی برمه، به جبهه جنوب شرقی آسیا در جنگ جهانی دوم اعزام شد. پس از جنگ جهانی دوم، کماندوهای ارتش منحل شدند و این تیپ به یک تشکیلات نیروی دریایی سلطنتی تبدیل شد. اخیراً، نیروی کماندویی بریتانیا با اضافه شدن سربازان واجد شرایط کماندویی از توپخانه سلطنتی و سپاه مهندسین سلطنتی برای پشتیبانی از کماندوهای سپاه تفنگداران دریایی سلطنتی، دوباره به یک تشکیلات مختلط تبدیل شده است. از پایان جنگ جهانی دوم، این نیرو در تعدادی از درگیری‌ها مانند بحران سوئز، جنگ فالکلند، جنگ خلیج فارس و جنگ در افغانستان شرکت داشته است.